# Anchusa gmelinii
Anchusa gmelinii är en strävbladig växtart som beskrevs av Carl Friedrich von Ledebour. Anchusa gmelinii ingår i släktet oxtungor, och familjen strävbladiga växter. Inga underarter finns listade i Catalogue of Life.